# Рахимич, Элвир
Э́лвир Рахи́мич (босн. Elvir Rahimić; род. 4 апреля 1976, Живинице, СР Босния и Герцеговина, СФРЮ) — боснийский футболист, тренер.

## Биография

### Клубная карьера
Родился в Боснии. С детства занимался футболом, но из-за войны на два года прекратил занятия. Профессиональную футбольную карьеру начал в 1993 году за «Славен», который вскоре сменил на ещё один клуб из Боснии — «Босна», за который отыграл 2 сезона. В 1997 футболист выступал уже за словенскую команду «Фактор». Затем играл в Австрии за «Форвертс», однако вскоре перешёл в российский «Анжи», за который провёл два сезона.
Летом 2001 года перешёл в московский ЦСКА, дебютировал в матче против московского «Спартака» 18 июля 2001 года, выйдя в основном составе. Вскоре стал ключевой фигурой в составе клуба, завоевавшего тогда различные трофеи на внутренней и международной аренах. 30 июня 2003 года сыграл за сборную легионеров чемпионата России. За время игры за ЦСКА Рахимич получил 60 жёлтых карточек и однажды был удалён с поля. Он является первым легионером, который провёл 250 матчей в высшей лиге России.
С 18 января 2013 года являлся играющим тренером московского ЦСКА. При этом уже в июне 2013 года продлил контракт с ЦСКА, поскольку хотел попасть в заявку сборной Боснии на чемпионат мира 2014 года в Бразилии. Однако в сезоне 2013/14 он сыграл всего один матч в чемпионате России, а в окончательную заявку Боснии так и не попал
По окончании сезона 2013/14 Рахимич завершил свою футбольную карьеру. Но 22 января 2015 года в товарищеском матче ЦСКА с немецким «Франкфуртом» Рахимич вышел на поле на 85-й минуте матча.

### Карьера в сборной
Из-за конфликта с руководством сборной Боснии и Герцеговины в 2003 году Рахимич отказался ехать в сборную, заявив, что вернётся туда, когда в отставку отправят директора футбольной федерации, отвечающего за сборные.
В октябре 2013 года сборная Боснии и Герцеговины пробилась на чемпионат мира в Бразилии. Рахимич специально продлил контракт с ЦСКА, чтобы поддерживать игровую форму и добиться права на попадание в заявку сборной, но в итоге остался вне турнира, не попав даже в предварительный список из 24 игроков.

### Тренерская карьера
Не попав в список 23 игроков, которые должны были сыграть на чемпионате мира в Бразилии, Рахимич завершил игровую карьеру. В то же время он получил место в тренерском штабе сборной на время проведения турнира.
3 августа 2015 года Рахимич, входивший в тренерский штаб ЦСКА, перешёл на работу в ДЮСШ.
С января 2018 года работал в штабе сборной Боснии и Герцеговины, которым руководил хорват Роберт Просинечки.
10 января 2019 года был утвержден на пост старшего тренера команды ДЮСШ ЦСКА из игроков 2002 года рождения.

## Личная жизнь
Супруга Мерсиха, по профессии фармацевт. Родилась в немецком городе Ахен, куда её семья эмигрировала в 1970-е. Сыновья — Амар (род. 2002) и Маджид (род. 2007) занимаются футболом. Амар выступал за молодёжную команду ЦСКА под руководством отца.

## Достижения
Элвир Рахимич — самый титулованный легионер в России (18 трофеев).
- Чемпион России (5): 2003, 2005, 2006, 2012/2013, 2013/2014
- Серебряный призёр чемпионата России (4): 2002, 2004, 2008, 2010
- Бронзовый призёр чемпионата России (2): 2007, 2011/2012
- Обладатель Кубка России (7): 2001/2002, 2004/2005, 2005/2006, 2007/2008, 2008/2009, 2010/2011, 2012/2013
- Обладатель Суперкубка России (5): 2004, 2006, 2007, 2009, 2013
- Обладатель Кубка УЕФА: 2004/2005
- Победитель первого дивизиона первенства России 1999
- В рамках премии «Золотая подкова» один раз получил «Бронзовую подкову» (2002)

## Статистика
| Клуб             | Сезон            | Лига | Лига | Кубки | Кубки | Еврокубки | Еврокубки | Другие | Другие | Итого | Итого |
| Клуб             | Сезон            | Игры | Голы | Игры  | Голы  | Игры      | Голы      | Игры   | Голы   | Игры  | Голы  |
| ---------------- | ---------------- | ---- | ---- | ----- | ----- | --------- | --------- | ------ | ------ | ----- | ----- |
| Анжи             | 1999             | 40   | 2    | 3     | 0     | —         | —         | —      | —      | 43    | 2     |
| Анжи             | 2000             | 30   | 3    | 2     | 0     | —         | —         | —      | —      | 32    | 3     |
| Анжи             | 2001             | 14   | 0    | 3     | 0     | 0         | 0         | —      | —      | 14    | 0     |
| Анжи             | Итого            | 84   | 5    | 8     | 0     | 0         | 0         | 0      | 0      | 92    | 5     |
| ЦСКА             | 2001             | 12   | 0    | 2     | 0     | —         | —         | —      | —      | 14    | 0     |
| ЦСКА             | 2002             | 30   | 2    | 3     | 0     | 2         | 0         | —      | —      | 35    | 2     |
| ЦСКА             | 2003             | 28   | 1    | 3     | 0     | 2         | 0         | 1      | 0      | 34    | 1     |
| ЦСКА             | 2004             | 26   | 1    | 4     | 0     | 10        | 0         | 1      | 0      | 41    | 1     |
| ЦСКА             | 2005             | 30   | 1    | 7     | 0     | 14        | 0         | 1      | 0      | 52    | 1     |
| ЦСКА             | 2006             | 30   | 1    | 6     | 0     | 7         | 0         | 1      | 0      | 44    | 1     |
| ЦСКА             | 2007             | 27   | 0    | 5     | 0     | 7         | 0         | 1      | 0      | 40    | 0     |
| ЦСКА             | 2008             | 23   | 0    | 3     | 0     | 6         | 0         | —      | —      | 32    | 0     |
| ЦСКА             | 2009             | 10   | 0    | 2     | 0     | 9         | 0         | 1      | 0      | 22    | 0     |
| ЦСКА             | 2010             | 11   | 0    | 0     | 0     | 6         | 0         | 0      | 0      | 17    | 0     |
| ЦСКА             | 2011/12          | 12   | 0    | 1     | 0     | 1         | 0         | 0      | 0      | 14    | 0     |
| ЦСКА             | 2012/13          | 0    | 0    | 1     | 0     | 0         | 0         | —      | —      | 1     | 0     |
| ЦСКА             | 2013/14          | 1    | 0    | 0     | 0     | 0         | 0         | 0      | 0      | 1     | 0     |
| ЦСКА             | Итого            | 240  | 6    | 36    | 0     | 64        | 0         | 6      | 0      | 347   | 6     |
| Всего за карьеру | Всего за карьеру | 324  | 11   | 44    | 0     | 64        | 0         | 6      | 0      | 438   | 11    |

(откорректировано по состоянию на 15 мая 2014)

## Стиль игры
Элвир Рахимич выступал на позиции опорного полузащитника оборонительного плана. Очень редко участвовал в нападении, почти не бил по воротам, предпочитая подстраховывать атакующих одноклубников из глубины. На своей позиции принципиально избегал рискованных решений, обычно старался быстро избавляться от мяча в адрес ближайшего партнёра, хотя несколько его острейших, неожиданных и красивых передач в атакующую линию остались в истории ЦСКА.
Превосходно читал игру, умел перекрывать проблемные зоны в обороне, безупречно выбирая позицию. Отличался крайне жёсткой игрой в отборе и был мастером так называемого «тактического фола», что помогало ему не получать жёлтые карточки за грубые нарушения правил. На Кубке Первого канала 2007 года в матче с тель-авивским «Хапоэлем» он за 10 минут нанёс тяжёлые травмы двум израильским футболистам: среди пострадавших был чилиец Мануэль Нейра, который перешёл в израильский клуб за 200 тысяч евро и проводил свой первый матч. В эпизоде с травмой Рахимич чётко сыграл в мяч, но при этом нанёс чилийцу серьёзное повреждение: тот получил двойной перелом ноги и пригрозил подать в суд на Рахимича. Позже лидер ЦСКА принёс извинения за неоправданно жёсткую игру в том эпизоде.
Несмотря на жёсткий стиль игры, Рахимич был удалён всего один раз за свою карьеру, поскольку не позволял эмоциям выплескиваться на поле и не вступал в перепалки с судьями. Также Элвир утверждал, что никогда никого умышленно не травмировал. Тем не менее, главный тренер «Химок» Владимир Казачёнок однажды заявил, что Рахимич может получить красную карточку, только если «кому-нибудь отрубит голову».
По отзывам практически всех, с кем ему приходилось играть, был одним из моральных лидеров команды, постоянно помогал молодым партнёрам, опекал и поддерживал их, особенно футболистов с Балкан, и на поле, и за его пределами, заслужив в клубе уважительное прозвище "Папа".